# Арена ди Верона
Арена-ди-Верона (итал. Arena di Verona) — название, под которым известен античный римский амфитеатр, построенный в Вероне (Италия) около 30 года нашей эры. Расположен на главной площади города — Пьяцца Бра. Арена-ди-Верона — поныне действующая и всемирно известная концертная площадка.
Амфитеатр в Вероне четвёртый по размеру среди аналогичных римских построек в Италии (после Колизея, амфитеатра в Санта-Мария-Капуа-Ветере и амфитеатра в Поццуоли). Одно из наиболее хорошо сохранившихся сооружений подобного типа. В 2000 году в составе прочих исторических памятников Вероны амфитеатр был включён в число памятников Всемирного наследия.
На арене пройдут церемония закрытия зимних Олимпийских игр 2026 года и церемония открытия зимних Паралимпийских игр 2026 года.

## История амфитеатра
Амфитеатр был построен около 30 года для проведения гладиаторских боёв, морских сражений (навмахий) и цирковых представлений. 
После землетрясения 1117 года, которое почти полностью разрушило внешнее кольцо амфитеатра, он использовался как источник камня для других построек. 
В Средние века на его арене жгли еретиков, устраивали турниры, фестивали, а в XVIII—XIX веках — бои с быками.
С 1913 года амфитеатр стал местом регулярного проведения оперных спектаклей.

## Архитектура амфитеатра

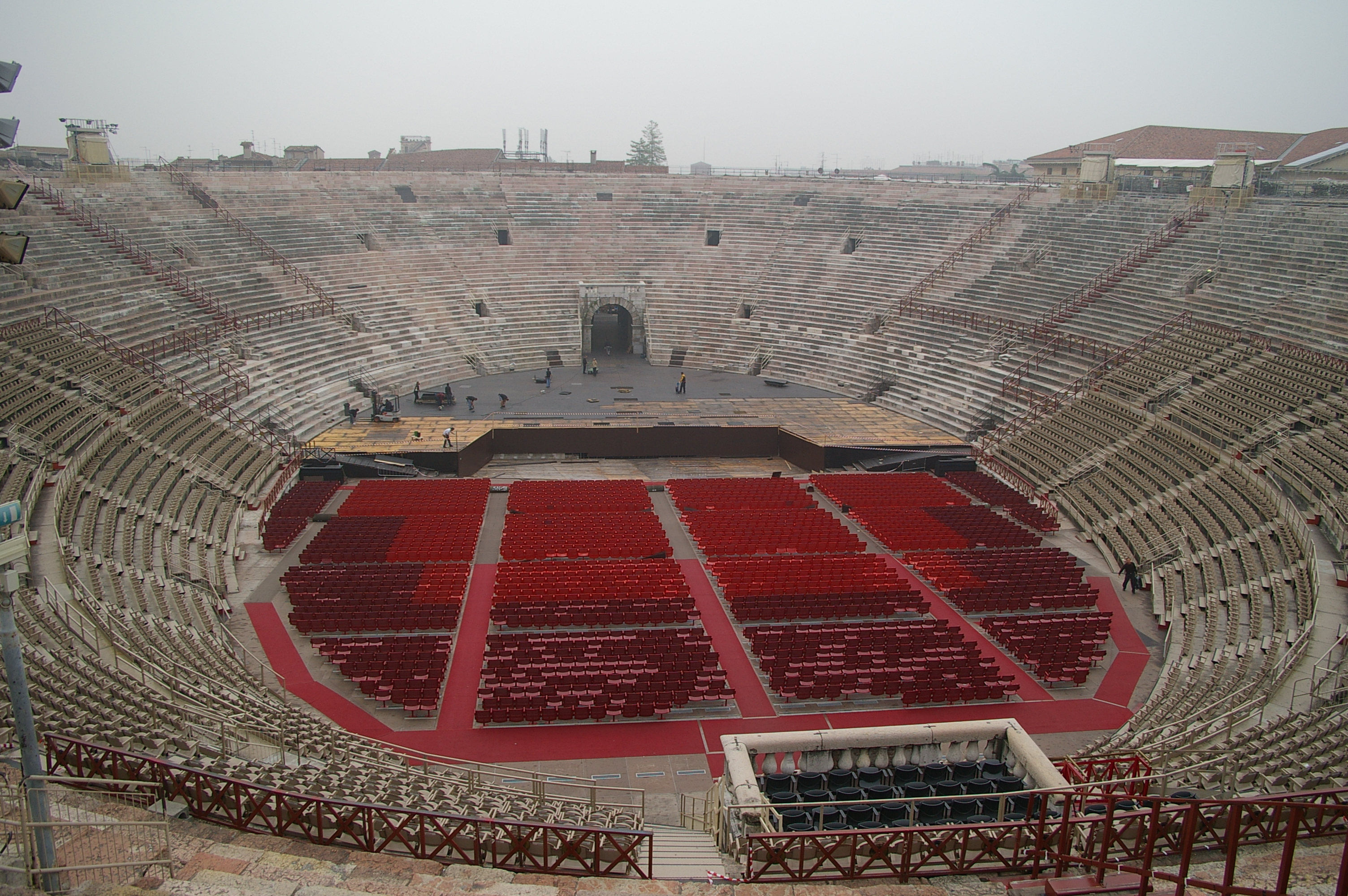
Внутренний вид амфитеатра

Здание было построено за пределами городской черты и состояло из четырёх эллиптических колец (внутренние оси 44,43 и 73,68 метра; внешние (включая несохранившееся четвёртое кольцо) — 109,52 и 138,77 метра). Первоначальный фасад был облицован белым и розовым известняком из Вальполичелла. Сохранившийся фасад амфитеатра выполнен из камня, цемента, речной гальки и кусков кирпича.
Внутри амфитеатра полностью сохранилась кавея. Строение было рассчитано на более чем 30 000 зрителей, зрительские места сделаны по греческому обычаю в форме мраморных лестниц в 44 яруса.

## Оперные постановки
Амфитеатр известен своими оперными и концертными постановками, проводимыми в нём. Это самый масштабный оперный концерн в мире, принимающий в год до 600000 зрителей.
Благодаря исключительной акустике здания, в 1913 году его использование возобновилось. К столетию Джузеппе Верди здесь по инициативе оперного певца и импресарио Джованни Дзенателло и его коллеги Оттоне Ровато была создана постановка оперы «Аида». С тех пор фестиваль проводился более 70 раз, став со временем ежегодным.
В наши дни каждый год в период с июня по август проводится обычно четыре различные сценические постановки. В середине июля представления даются почти каждый день. В зимние месяцы опера и балет дают представления в Филармоническом театре.
Места на каменные ступени амфитеатра стоят заметно дешевле, чем специально устанавливаемые кресла в нижней части. После захода солнца зажигаются свечи. Вместимость арены для оперных представлений до недавнего времени составляла 20 000 гостей, но по соображениям безопасности она снижена до 15 000.
Арена стала местом выступления многих мировых оперных знаменитостей. Именно здесь состоялся дебют на итальянской сцене Марии Каллас, спевшей на Арене в 1947 году Джоконду в одноимённой опере Понкьелли. Кроме Каллас, в фестивале в разные годы принимали участие Джузеппе ди Стефано, Тито Гобби, Лучано Паваротти, Пласидо Доминго, Рената Тебальди, Анатолий Соловьяненко, Владимир Атлантов, Евгений Нестеренко, Кристиан Йоханссон, и много других исполнителей.
Постановки опер осуществляли такие дирижёры, как Донато Ренцетти, М. Эклунд, З. Пешко и другие.
Среди эстрадных исполнителей наиболее известный концерт представил певец Адриано Челентано в 2012 году, два вечера исполнявший свои главные песни. Билеты на оба концерта были проданы за 30 минут, в общей сложности на площадке амфитеатра присутствовало больше 30 000 человек. Концерт стал значимым событием не только для Вероны, но и для всей Италии.